# René Román Hinojo
René Román Hinojo (El Bosque, Cádiz, 15 de diciembre de 1983) es un futbolista español que juega de portero en la UD Ibiza, equipo que pertenece al Grupo 2 de la Primera Federación.

## Trayectoria
Su primer equipo fue el Arcos C. F., equipo de la sierra de Cádiz donde militó hasta la temporada 2005-06, donde estuvo a punto de ascender a 2.ª B del grupo IV, perdiendo en la final de los playoffs contra el Puertollano. En esa temporada llegó a marcar un gol de cabeza al saque de un córner en los minutos finales para dar a su equipo un empate. Fue unos de los goles más festejados en la historia del Arcos C.F.
En la temporada 2006-07 compitió para el Racing Club Portuense en la Segunda División B, con el que a nivel colectivo compitió por el ascenso a Segunda División tras quedar 3.º en el campeonato regular. El ascenso no se consiguió tras perder la eliminatoria por el mismo frente al Rayo Vallecano. A nivel personal disputó un total de 15 partidos.
Para la temporada 2007-08 fichó por el Real Betis Balompié y compitió en el equipo filial, concretamente en el grupo IV de la Segunda División B. Disputó un total de 22 partidos con el filial verdiblanco, que finalizó la campaña en el 12.º puesto.
Durante la temporada 2008-09 siguió en el filial del Real Betis Balompié, de nuevo en el grupo IV de la Segunda División B, acabando la temporada en el 11.º puesto en la clasificación, disputando un total de 26 partidos.
La temporada 2009-10 fichó por la Unión Estepona C. F., de nuevo en el grupo IV de la Segunda División B. Con el conjunto malagueño realizó una gran campaña a nivel colectivo, teniendo el cuenta el presupuesto del equipo, ya que finalizan en el 8.º lugar, disputando un total de 18 partidos.
La temporada 2010-11 firmó por el C. P. Cacereño, esta vez compitiendo en el frupo I de la Segunda División B. Con el conjunto extremeño disputó un total de 37 partidos, siendo el portero titular indiscutible durante la temporada. El equipo finalizó la temporada en 13.eɽ lugar.
La siguiente temporada, la 2011-12, continuó en el conjunto extremeño, pasando al grupo IV de la Segunda División B,  finalizando en 7.º lugar. A nivel personal siguió siendo el portero titular del conjunto verdiblanco, pues disputó un total de 33 partidos.
Para la temporada 2012-13 firmó por el F. C. Cartagena, club recién descendido desde la Segunda División y que competía en Segunda División B. Tras ser titular en la primera jornada de liga, en la que su equipo ganó 3-2 al Albacete, el club le rescindió el contrato a falta de pocos días para el cierre del mercado, por lo que en enero de 2013  volvió a la competición tras comprometerse hasta el final de temporada con el Barakaldo C. F. 
Para la temporada 2013-14 firmó con el Real Jaén C. F. de Segunda División, con el que acabó descendiendo.
En julio de 2014 se comprometió con la U. E. Llagostera que jugó la temporada 2014-15 en Segunda División A. En el conjunto catalán fue un referente en la portería con 68 encuentros disputados.
El 29 de junio de 2016 fichó por el Girona F. C. en el que jugó 21 partidos y participó en el ascenso a Primera división. 
En verano de 2017 firmó por la U. D. Almería. Jugó durante dos temporadas y media en el conjunto andaluz en Segunda División en las que disputó la cifra de 95 partidos.
En enero de 2020 se incorporó a la S. D. Ponferradina para jugar en Segunda División en calidad de cedido por la U. D. Almería, conjunto en el que se había quedado sin sitio, más tras la llegada de Antonio Sivera. Aun así, disputó 16 partidos como titular en la primera mitad de la temporada 2019-20.
En septiembre de 2020, tras haber realizado toda su carrera en España, se marchó al F. C. Dinamo de Bucarest rumano después de rescindir su contrato con la U. D. Almería. En diciembre de 2020 abandonó el equipo por impagos.
En enero de 2021 llegó a un acuerdo con el Real Zaragoza de la Segunda División, pero no pasaría el reconocimiento médico anulándose su fichaje por el conjunto maño. Finalmente fichó por el C. D. Atlético Baleares para suplir la marcha de Juan Carlos Sánchez Martínez.
El 17 de mayo de 2024, firma por la UD Ibiza, equipo que pertenece al Grupo 2 de la Primera División RFEF hasta el final de la temporada.

## Clubes
| Club                     | País    | Año       |
| ------------------------ | ------- | --------- |
| Arcos C. F.              | España  | 2004-2006 |
| Racing Club Portuense    | España  | 2006-2007 |
| Real Betis Balompié "B"  | España  | 2007-2009 |
| Unión Estepona C. F.     | España  | 2009-2010 |
| C. P. Cacereño           | España  | 2010-2012 |
| F. C. Cartagena          | España  | 2012      |
| Barakaldo C. F.          | España  | 2013      |
| Real Jaén C. F.          | España  | 2013-2014 |
| U. E. Llagostera         | España  | 2014-2016 |
| Girona F. C.             | España  | 2016-2017 |
| U. D. Almería            | España  | 2017-2020 |
| S. D. Ponferradina       | España  | 2020      |
| F. C. Dinamo de Bucarest | Rumania | 2020      |
| C. D. Atlético Baleares  | España  | 2021-2024 |
| UD Ibiza                 | España  | 2024-     |

## Estadísticas
| Temporada     | Club             | Categoría          | Liga  | Liga  | Copa  | Copa  | Europa | Europa | Total | Total |
| Temporada     | Club             | Categoría          | Part. | Goles | Part. | Goles | Part.  | Goles  | Part. | Goles |
| ------------- | ---------------- | ------------------ | ----- | ----- | ----- | ----- | ------ | ------ | ----- | ----- |
| 2005/06       | Arcos CF         | Tercera División   | 32    | 1     | -     | -     | -      | -      | 32    | 1     |
| 2006/07       | Racing Portuense | Segunda División B | 15    | 0     | -     | -     | -      | -      | 15    | 0     |
| 2007/08       | Real Betis B     | Segunda División B | 22    | 0     | -     | -     | -      | -      | 22    | 0     |
| 2008/09       | Real Betis B     | Segunda División B | 26    | 0     | -     | -     | -      | -      | 26    | 0     |
| 2009/10       | Unión Estepona   | Segunda División B | 18    | 0     | -     | -     | -      | -      | 18    | 0     |
| 2010/11       | CP Cacereño      | Segunda División B | 17    | 0     | -     | -     | -      | -      | 17    | 0     |
| 2011/12       | CP Cacereño      | Segunda División B | 33    | 0     | -     | -     | -      | -      | 33    | 0     |
| 2012/13       | Cartagena FC     | Segunda División B | 1     | 0     | -     | -     | -      | -      | 1     | 0     |
| 2012/13       | Barakaldo CF     | Segunda División B | -     | -     | -     | -     | -      | -      | -     | -     |
| 2013/14       | Real Jaén        | Segunda División   | 33    | 0     | 3     | 0     | -      | -      | 36    | 0     |
| 2014/15       | UE Llagostera    | Segunda División   | 33    | 0     | -     | -     | -      | -      | 33    | 0     |
| 2015/16       | UE Llagostera    | Segunda División   | 35    | 0     | 2     | 0     | -      | -      | 37    | 0     |
| 2016/17       | Girona FC        | Segunda División   | 21    | 0     | 1     | 0     | -      | -      | 33    | 0     |
| 2017/20       | UD Almería       | Segunda División   | 95    | 0     | -     | -     | -      | -      | 95    | 0     |
| 2020          | SD Ponferradina  | Segunda División   | -     | -     | -     | -     | -      | -      | -     | -     |
| Total carrera | Total carrera    | Total carrera      | 275   | 0     | 6     | 0     | 0      | 0      | 281   | 0     |

- Actualizado a 27 de enero de 2020